# 1483

## أحداث
- 9 أبريل إدوارد الخامس يصبح ملك إنجلترا.
- 13 يونيو اعدام البارون الأول هاستينغز، تسجيل أول اعدام في برج لندن.
- 25 يونيو - قبل تتويج الملك ادوارد في انكلترا اطاح به عمه، ريتشارد، الذي أصبح ملك انكلترا ريتشارد الثالث.

1. 6 يوليو - توج ريتشارد الثالث ملك إنجلترا.

## مواليد
- ظهير الدين بابر
- محمد بن سليمان
- 6 أبريل - رفائيل، الرسام الإيطالي، والمهندس المعماري (توفي 1520).
- 10 نوفمبر - مارتن لوثر، الراهب الألماني، ومنشأ البروتستانتية (توفي 1546)

## وفيات
- إدوارد الخامس